# Cathédrale Sainte-Marie-et-Saint-Boniface de Plymouth
La cathédrale Sainte-Marie-et-Saint-Boniface (en anglais : Cathedral of Saint Mary and Saint Boniface) est un sanctuaire catholique de la ville de Plymouth, la principale agglomération du comté du Devon, en Angleterre. Elle est l'église-mère du diocèse catholique de Plymouth, créé par un bref apostolique du pape Pie IX en 1850. Elle est dédiée à sainte Marie et à saint Boniface.

## Historique

### Contexte
Avant la réforme anglicane, la cathédrale Saint-Pierre d'Exeter est la cathédrale du diocèse catholique incluant les comtés du Devon et de Cornouaille. Cette dernière est par la suite affectée au culte anglican, tandis que sont nommés des archiprêtres, puis des vicaires apostoliques pour diriger la communauté catholique de 1570 à 1850. Par le bref apostolique Universalis Ecclesiæ du 29 septembre 1850, le pape Pie IX entreprend la réorganisation des provinces ecclésiastiques d'Angleterre, créant notamment le nouveau diocèse de Plymouth, dont l'église Sainte-Marie devient la première cathédrale. 

### Construction
George Errington en devient le premier évêque le 25 juillet 1851. Son successeur William Vaughan est nommé à la tête du diocèse le 19 juillet 1855 : c'est lui qui entreprend l'érection d'une nouvelle cathédrale peu après sa nomination.
Le projet est approuvé sans difficultés et quelques mois plus tard, le 20 février 1856, le diocèse se rend acquéreur d'un terrain sur Eldad Hill pour un prix de 3 904 £. Les architectes Joseph et Charles Hansom sont choisis pour dessiner les plans du nouveau sanctuaire. La première pierre en est posée le 22 juin.
Dans le même temps, on édifie une maison épiscopale où le clergé emménage le 23 septembre 1857. Quelques mois plus tard, le 25 mars 1858 — jour de la fête de l'Annonciation — la cathédrale est officiellement consacrée.

## Architecture
D'un point de vue architectural, le sanctuaire se rattache à la tradition néo-gothique. Basée sur un plan en croix latine, elle intègre une nef couverte d'une charpente ouvragée, flanquée de bas-côtés de faible hauteur. Le chœur forme un ensemble de cinq travées et est clos par un rond-point bordé de stalles, éclairé par une série de baies ogivales accueillant des vitraux aux teintes azur. À l'extérieur, le clocher est couronné d'une haute flèche octogonale cantonnée de pinacles.